# Coux et Bigaroque-Mouzens
Coux et Bigaroque-Mouzens é uma comuna francesa na região administrativa da Nova Aquitânia, no departamento da Dordonha. Estende-se por uma área de 27.47 km². Em 2010 a comuna tinha 1 267 habitantes (densidade: 46,1 hab./km²).
Foi criada em 1 de janeiro de 2016, a partir da fusão das antigas comunas de Coux-et-Bigaroque e Mouzens.